# مطبخ نرويجي
المطبخ النرويجي في شكله التقليدي، يرتكز إلى حد كبير على المواد الخامة المتوفرة في النرويج وجبالها والبراري والسواحل. كما انها تختلف في جوانب كثيرة عن نظرائها القارية، حيث تتركيز على الطيور المائية والأسماك.
أما المطابخ النرويجية الحديثة، وإن كانت لا تزال متأثرة بشدة بالمطابخ التقليدية، فإنها تحمل أيضا علامات العولمة: المعكرونة والبيتزا وما شابه ذلك مثل كرات اللحم وسمك القد شائعة في النرويج، ويمكنك أن تجد في مطاعم النرويج أي شيء تتوقع أن تجده في أي مدينة من مدن أوروبا الغربية.

## المأكولات البحرية

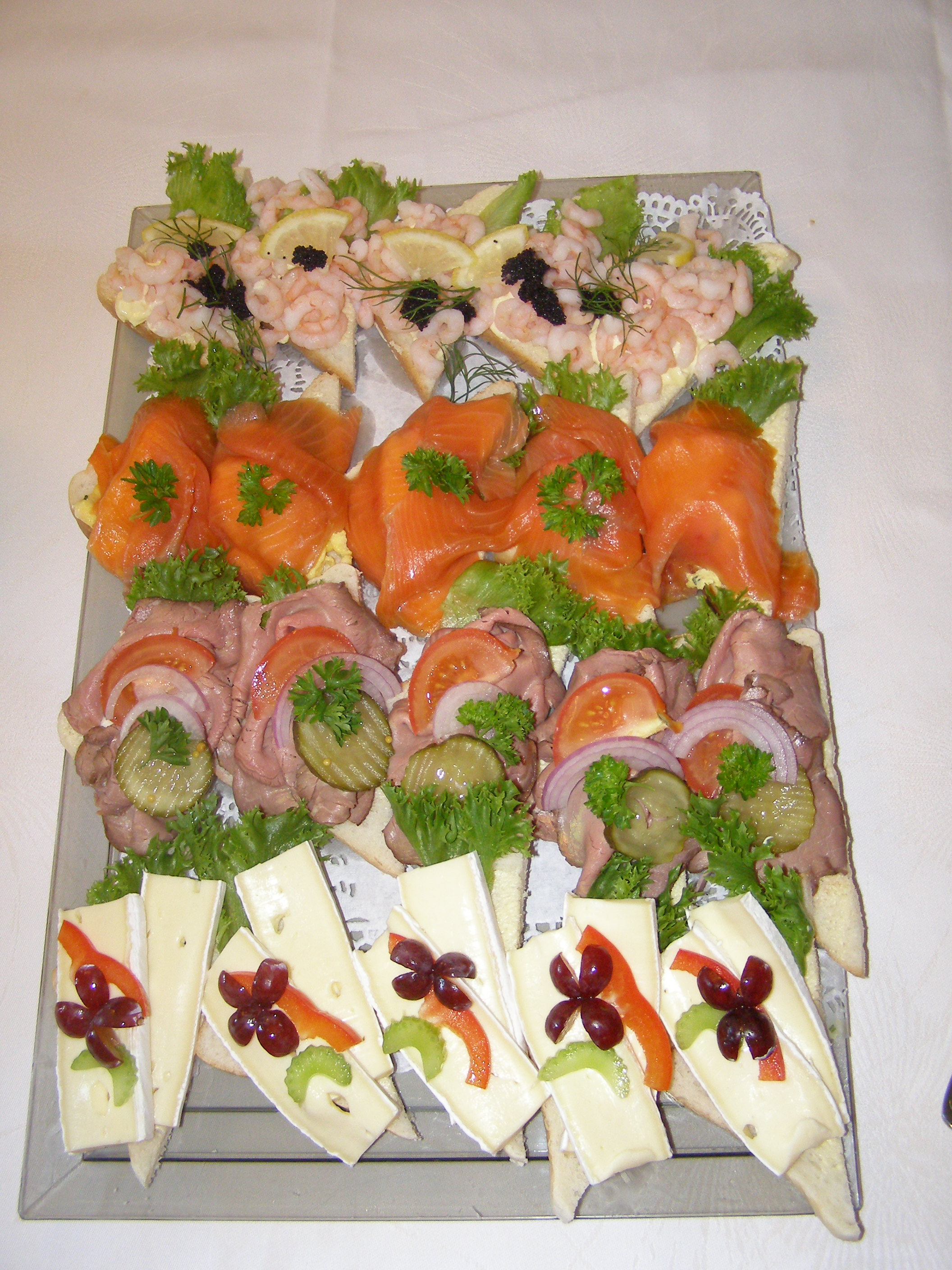
سموريبرود، شطيرة نرويجية

الصحن التقليدي النرويجي الأكثر انتشار دوليا هو سمك السلمون المدخن. فيمكن اعتباره أهم مساهمة نرويجية للمطبخ الدولي الحديث. سمك السلمون المدخن موجود عادة في العديد من الأصناف، وغالبا ما يقدم مع بيض مخلوط وسندويشات أو صلصة الخردل. إلى غاية القرن العشرين، نادرا ما كان المحار يؤكل في النرويج. وقد رجع ذلك إلى وفرة الأسماك والوقت الطويل الذي يتطلب لالتقاط المحار. بينما أصبح القريدس، سرطان البحر وبلح البحر أكثر شعبية، خصوصا خلال فصل الصيف. كما يعتبر جراد البحر أيضا مأكولة شعبية، ولكن الصعوبات التي تواجه الصيادين (كالحجم والموسم) تحد من استهلاكه، وبالإضافة لذلك فقد أصبح نادرا، وباهظ الثمن. كما تستخدم المأكولات البحرية طازجة، مدخنة، مملحة أو مخللة.

## السمك

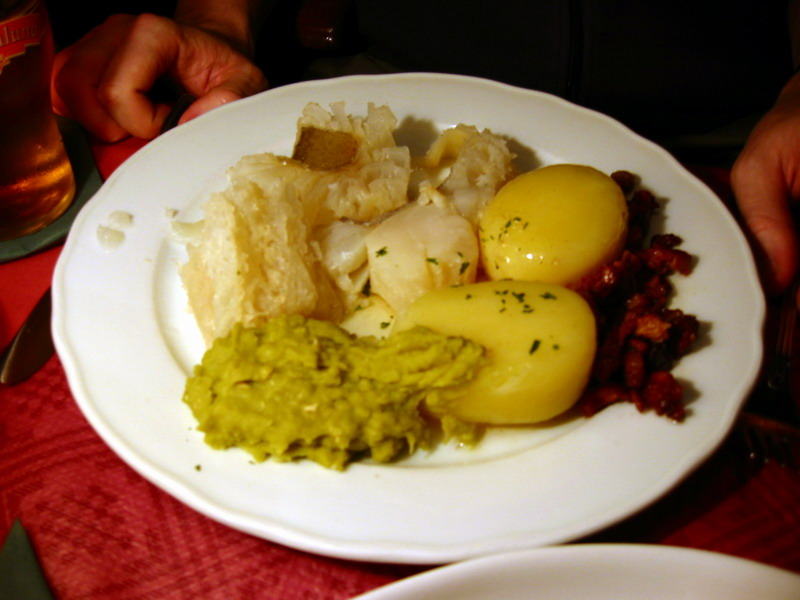
الوتفيسك النرويجي التقليدي مع الإضافات (البطاطا ولحم الخنزير المقدد والبازلاء المهروسة)

سمك القد: يسلق، ويقدم مع البطاطا المسلوقة والزبدة المذابة. يمكن أيضا أن يقدم مع الجزر، البطارخ، وكبد سمك القد.
لوتفيسك: هو طبق تقليدي من السمك القديد المملح (القد المجفف) أو كليبفيسك (سمك قد مملح ومجفف)، الطبق جاء على الأرجح عن طريق الصدفة؛ حيث أصبح سمك القديد المملح يشمل في الرماد بعد الحريق، ثم تقوم الأمطار بغيل الرماد المتسرب إلى الأسماك.
ستيكفيسك: هو سمك يطهى ببطء; كل أنواع السمك تقريبا تطهى ببطء، ولكن كقاعدة عامة الأسماك الأكبر تطهى أسرع. أما الأسماك الدهنية كالرنجة تمنح نفس المعاملة.

## انظر ايضا
- راك فيسك